# Alyaksandar Hutar
Alyaksandr Pyatrovich Hutar (Minsk, 18 de abril de 1989) é um futebolista profissional bielorrusso que atua como goleiro, atualmente defende o Dinamo Minsk.

## Carreira
Alyaksandar Hutar fez parte do elenco da Seleção Bielorrussa de Futebol da Olimpíadas de 2012.